# Eru (Vihula)
Eru – wieś w Estonii, w prowincji Virumaa Zachodnia, w gminie Vihula.